# WTA Finals 2021
El Akron WTA Finals Guadalajara 2021, també anomenada Copa Masters femenina 2021, és l'esdeveniment que va reunir les vuit millors tennistes individuals i les vuit millors parelles femenines de la temporada 2021. Fou la 50a edició en individual i la 45a en dobles del torneig. Originalment s'havia de celebrar entre l'1 i el 7 de novembre de 2021 sobre la pista dura del Shenzhen Bay Sports Center de Shenzhen (Xina), però a causa de les restriccions imposades pel govern xinès per la pandèmia de COVID-19, finalment es van disputar una setmana després al Panamerican Tennis Center de Guadalajara (Mèxic).
La tennista espanyol Garbiñe Muguruza va guanyar el tercer títol de la temporada i va esdevenir la primera tennista espanyola en guanyar aquest títol. La parella txeca formada per Barbora Krejčíková i Kateřina Siniaková van arrodonir la temporada amb el cinquè títol, i va permetre a Siniaková recuperar el número 1 del rànquing de dobles femení.

## Format
Les vuit tennistes i parelles classificades disputen una fase inicial en el format Round Robin en dos grups de quatre, anomenats grup blanc i grup vermell. Durant els primers quatre dies es disputen els partits d'aquests grups, de manera que cada tennista disputa tres partits contra la resta d'integrants del seu grup. Les dues millors tennistes de cada grup avancen a semifinals. Les vencedores de semifinals disputen la final. El sistema de classificació del sistema Round Robin es determina mitjançant els següents criteris:
1. Nombre de victòries
2. Nombre de partits disputats
3. En empats de dues jugadores, el resultat directe
4. En empats de tres jugadores, per preferència: nombre de victòries, nombre de partits disputats, percentatge de sets guanyats i percentatge de jocs guanyats.

## Individual

### Classificació
| Rq | Tennista                      | Grand Slam | Grand Slam | Grand Slam | Grand Slam | WTA 1000 Mandatory | WTA 1000 Mandatory | WTA 1000 Mandatory | WTA 1000 Mandatory | WTA 1000 | WTA 1000 | Altres millors resultats | Altres millors resultats | Altres millors resultats | Altres millors resultats | Altres millors resultats | Altres millors resultats | Punts | T  |
| -- | ----------------------------- | ---------- | ---------- | ---------- | ---------- | ------------------ | ------------------ | ------------------ | ------------------ | -------- | -------- | ------------------------ | ------------------------ | ------------------------ | ------------------------ | ------------------------ | ------------------------ | ----- | -- |
| Rq | Tennista                      | AUS        | RG         | WIM        | USO        | MIA                | MAD                | INW                | PEQ                | 1        | 2        | 1                        | 2                        | 3                        | 4                        | 5                        | 6                        | Punts | T  |
| −  | Ashleigh Barty 20/09/2021     | QF 430     | R64 70     | G 2000     | R32 130    | G 1000             | F 650              | A 0                | −                  | G 900    | QF 190   | G 470                    | G 470                    | QF 100                   |                          |                          |                          | 6.411 | 12 |
| 1  | Arina Sabalenka 20/09/2021    | R16 240    | R32 130    | SF 780     | SF 780     | QF 215             | G 1000             | A 0                | −                  | SF 350   | QF 190   | G 470                    | F 305                    | R16 105                  | QF 100                   | QF 100                   |                          | 4.768 | 16 |
| 2  | Barbora Krejčíková 20/09/2021 | R64 70     | G 2000     | R16 240    | QF 430     | R64 35             | R64 10             | R16 120            | −                  | F 585    | QF 190   | G 280                    | G 280                    | R16 105                  | QF 100                   |                          |                          | 4.518 | 16 |
| 3  | Karolína Plísková 04/10/2021  | R32 130    | R64 70     | F 1300     | QF 430     | R32 65             | R32 65             | R32 65             | −                  | F 585    | F 585    | SF 350                   | R16 105                  | QF 100                   | QF 100                   |                          |                          | 4.036 | 17 |
| 4  | Maria Sakkari 21/10/2021      | R128 10    | SF 780     | R64 70     | SF 780     | SF 390             | R16 120            | R64 10             | −                  | R16 105  |          | F 305                    | SF 185                   | SF 185                   | SF 185                   | QF 100                   |                          | 3.341 | 17 |
| 5  | Iga Świątek 25/10/2021        | R16 240    | QF 430     | R16 240    | R16 240    | R32 65             | R16 120            | R16 120            | −                  | G 900    | R16 105  | G 470                    | SF 185                   |                          |                          |                          |                          | 3.226 | 14 |
| 6  | Garbiñe Muguruza 25/10/2021   | R16 240    | R128 10    | R32 130    | R16 240    | R16 120            | A 0                | R64 10             | −                  | G 900    | R16 105  | G 470                    | F 305                    | F 305                    | R16 105                  | QF 100                   | QF 100                   | 3.195 | 17 |
| 7  | Paula Badosa 25/10/2021       | R128 10    | QF 430     | R16 240    | R64 70     | R64 35             | SF 390             | G 1000             | −                  | QF 190   |          | G 280                    | SF 185                   | SF 110                   |                          |                          |                          | 3.112 | 16 |
| 8  | Anett Kontaveit 01/11/2021    | R32 130    | R32 130    | R128 10    | R32 130    | R32 65             | R32 65             | QF 215             | −                  | R16 105  |          | G 470                    | G 470                    | F 305                    | F 305                    | G 280                    | G 280                    | 3.096 | 20 |
| −  | Ons Jabeur                    | R32 130    | R16 240    | QF 430     | R32 130    | R16 120            | R16 120            | SF 390             | −                  | QF 190   | R16 105  | F 305                    | G 280                    | SF 185                   | F 180                    | R16 105                  |                          | 3.020 | 19 |
| −  | Naomi Osaka                   | G 2000     | R64 70     | A 0        | R32 130    | QF 215             | R32 65             | A 0                | −                  | R16 105  |          | SF 185                   |                          |                          |                          |                          |                          | 2.771 | 8  |
| −  | Anastassia Pavliutxénkova     | R128 10    | F 1300     | R32 130    | R16 240    | A 0                | SF 390             | R32 65             | −                  |          |          | QF 100                   |                          |                          |                          |                          |                          | 2.548 | 18 |
| −  | Elina Svitòlina               | R16 240    | R32 130    | R64 70     | QF 430     | SF 390             | R64 10             | R16 120            | −                  | QF 190   |          | G 280                    | SF 185                   | QF 100                   | QF 100                   | QF 100                   | QF 100                   | 2.501 | 19 |
| S1 | Jessica Pegula                | QF 430     | R32 130    | R64 70     | R32 130    | R16 120            | R16 120            | QF 215             | −                  | SF 350   | QF 190   | SF 210                   | QF 190                   | R16 105                  | QF 100                   |                          |                          | 2.500 | 18 |
| S2 | Elise Mertens                 | R16 240    | R32 130    | R32 130    | R16 240    | R16 120            | QF 215             | R64 10             | −                  | SF 350   |          | G 470                    | SF 185                   | F 180                    |                          |                          |                          | 2.447 | 19 |

### Fase grups

#### GrupChichén Itzá
| CS | Tennista        | A. Sabalenka        | M. Sakkari          | I. Świątek    | P. Badosa   | V − D | Sets  | Jocs    | Pos. |
| 1  | Arina Sabalenka |                     | 6−7(1), 7−6(6), 3−6 | 2−6, 6−2, 7−5 | 4−6, 0−6    | 1 − 2 | 3 − 5 | 35 − 44 | 3    |
| 4  | Maria Sakkari   | 7−6(1), 6−7(6), 6−3 |                     | 6−2, 6−4      | 6−7(4), 4−6 | 2 − 1 | 4 − 3 | 41 − 35 | 2    |
| 5  | Iga Świątek     | 6−2, 2−6, 5−7       | 2−6, 4−6            |               | 7−5, 6−4    | 1 − 2 | 3 − 4 | 32 − 36 | 4    |
| 7  | Paula Badosa    | 6−4, 6−0            | 7−6(4), 6−4         | 5−7, 4−6      |             | 2 − 1 | 4 − 2 | 34 − 27 | 1    |

#### GrupTeotihuacan
| CS | Tennista           | B. Krejčíková | Ka. Plísková     | G. Muguruza      | A. Kontaveit | V − D | Sets  | Jocs    | Pos. |
| 2  | Barbora Krejčíková |               | 6−0, 4−6, 4−6    | 6−2, 3−6, 4−6    | 3−6, 4−6     | 0 − 3 | 2 − 6 | 34 − 38 | 4    |
| 3  | Karolína Plísková  | 0−6, 6−4, 6−4 |                  | 4−6, 6−2, 7−6(6) | 4−6, 0−6     | 2 − 1 | 4 − 4 | 33 − 40 | 3    |
| 6  | Garbiñe Muguruza   | 2−6, 6−3, 6−4 | 6−4, 2−6, 6−7(6) |                  | 6−4, 6−4     | 2 − 1 | 5 − 3 | 40 − 38 | 2    |
| 8  | Anett Kontaveit    | 6−3, 6−4      | 6−4, 6−0         | 4−6, 4−6         |              | 2 − 1 | 4 − 2 | 32 − 23 | 1    |

### Fase final
|  | Semifinals | Semifinals       | Semifinals      | Semifinals | Semifinals |                 |                  | Final | Final | Final | Final | Final |
|  |            |                  |                 |            |            |                 |                  |       |       |       |       |       |
|  | 7          | Paula Badosa     | 3               | 3          |            |                 |                  |       |       |       |       |       |
|  | 6          | Garbiñe Muguruza | 6               | 6          |            |                 |                  |       |       |       |       |       |
|  | 6          | Garbiñe Muguruza | 6               | 6          |            | 6               | Garbiñe Muguruza | 6     | 7     |       |       |       |
|  |            |                  |                 |            |            | 6               | Garbiñe Muguruza | 6     | 7     |       |       |       |
|  |            | 8                | Anett Kontaveit | 3          | 5          |                 |                  |       |       |       |       |       |
|  | 8          | 8                | Anett Kontaveit | 3          | 5          | Anett Kontaveit | 6                | 3     | 6     |       |       |       |
|  | 8          |                  |                 |            |            | Anett Kontaveit | 6                | 3     | 6     |       |       |       |
|  | 4          | Maria Sakkari    | 1               | 6          | 3          |                 |                  |       |       |       |       |       |

## Dobles

### Classificació
| Rq | Tennistes                                        | Millors resultats | Millors resultats | Millors resultats | Millors resultats | Millors resultats | Millors resultats | Millors resultats | Millors resultats | Millors resultats | Millors resultats | Millors resultats | Punts | Torn. |
| Rq | Tennistes                                        | 1                 | 2                 | 3                 | 4                 | 5                 | 6                 | 7                 | 8                 | 9                 | 10                | 11                | Punts | Torn. |
| -- | ------------------------------------------------ | ----------------- | ----------------- | ----------------- | ----------------- | ----------------- | ----------------- | ----------------- | ----------------- | ----------------- | ----------------- | ----------------- | ----- | ----- |
| 1  | Barbora Krejčíková Kateřina Siniaková 20/09/2021 | G 2000            | F 1300            | G 1000            | G 470             | QF 430            | SF 350            | QF 215            | QF 190            | QF 190            | SF 185            | R16 120           | 6.450 | 12    |
| 2  | Shuko Aoyama Ena Shibahara 20/09/2021            | G 1000            | SF 780            | G 470             | G 470             | G 470             | QF 430            | SF 350            | SF 350            | G 280             | R16 240           | QF 190            | 5.070 | 19    |
| 3  | Hsieh Su-wei Elise Mertens 18/10/2021            | G 2000            | G 1000            | QF 430            | R16 240           | SF 110            | QF 100            |                   |                   |                   |                   |                   | 3.892 | 9     |
| 4  | Nicole Melichar-Martinez Demi Schuurs 18/10/2021 | SF 780            | G 470             | G 470             | F 305             | F 305             | R16 240           | QF 190            | QF 190            | SF 185            | SF 185            | R16 120           | 3.440 | 17    |
| 5  | Samantha Stosur Zhang Shuai 18/10/2021           | G 2000            | G 900             |                   |                   |                   |                   |                   |                   |                   |                   |                   | 2.911 | 4     |
| −  | Coco Gauff Caty McNally                          | F 1300            | QF 430            | G 280             | R16 240           | QF 215            | R16 105           | QF 100            | QF 100            |                   |                   |                   | 2.770 | 8     |
| 6  | Alexa Guarachi Desirae Krawczyk 28/10/2021       | SF 780            | G 470             | G 280             | R16 240           | QF 190            | SF 185            | R16 120           | R16 120           | SF 110            | QF 100            | QF 100            | 2.695 | 20    |
| 7  | Darija Jurak Andreja Klepač 28/10/2021           | F 585             | G 470             | QF 430            | G 280             | R16 240           | SF 185            | F 180             | R16 105           | R16 105           |                   |                   | 2.650 | 15    |
| −  | Gabriela Dabrowski Luisa Stefani                 | G 900             | SF 780            | F 585             | F 305             |                   |                   |                   |                   |                   |                   |                   | 2.570 | 4     |
| 8  | Sharon Fichman Giuliana Olmos 28/10/2021         | G 900             | QF 430            | R16 240           | R16 240           | SF 185            | R16 120           | R16 120           | QF 100            | QF 100            |                   |                   | 2.491 | 12    |
| S1 | Nadia Kitxenok Raluca Olaru                      | G 470             | F 305             | G 280             | R16 240           | R16 240           | SF 185            | F 180             | R32 130           | R16 120           | R16 105           |                   | 2.310 | 16    |
| S2 | Marie Bouzková Lucie Hradecká                    | QF 430            | QF 430            | F 305             | G 280             | G 280             | QF 215            | SF 185            |                   |                   |                   |                   | 2.242 | 11    |

### Fase grups

#### GrupEl Tajín
| CS | Tennistes                             | B. Krejčíková K. Siniaková | S-w. Hsieh E. Mertens | A. Guarachi D. Krawczyk | S. Fichman G. Olmos | V − D | Sets  | Jocs    | Pos. |
| 1  | Barbora Krejčíková Kateřina Siniaková |                            | 6−3, 6−2              | 5−7, 7−6(3), [10−7]     | 6−4, 6−1            | 3 − 0 | 6 − 1 | 37 − 22 | 1    |
| 3  | Hsieh Su-wei Elise Mertens            | 3−6, 1−6                   |                       | 7−6(3), 6−2             | 6−4, 7−6(3)         | 2 − 1 | 4 − 2 | 30 − 30 | 2    |
| 6  | Alexa Guarachi Desirae Krawczyk       | 7−5, 6−7(3), [7−10]        | 6−7(3), 2−6           |                         | 0−6, 6−3, [11−9]    | 1 − 2 | 3 − 5 | 28 − 35 | 3    |
| 8  | Sharon Fichman Giuliana Olmos         | 4−6, 1−6                   | 4−6, 6−7(3)           | 6−0, 3−6, [9−11]        |                     | 0 − 3 | 1 − 6 | 24 − 32 | 4    |

#### GrupTenochtitlán
| CS | Tennistes                         | S. Aoyama E. Shibahara | N. Melichar-Martinez D. Schuurs | S. Stosur S. Zhang      | D. Jurak A. Klepač      | V − D | Sets  | Jocs    | Pos. |
| 2  | Shuko Aoyama Ena Shibahara        |                        | 6−4, 7−6(5)                     | 6−4, 3−6, [7−10]        | 6−0, 6−4                | 2 − 1 | 5 − 2 | 34 − 25 | 1    |
| 4  | N. Melichar-Martinez Demi Schuurs | 4−6, 6−7(5)            |                                 | 6−2, 6−2                | 6−4, 3−6, [10−2]        | 2 − 1 | 4 − 3 | 32 − 27 | 2    |
| 5  | Samantha Stosur Zhang Shuai       | 4−6, 6−3, [10−7]       | 2−6, 2−6                        |                         | 7−6(10), 6−7(4), [5−10] | 1 − 2 | 3 − 5 | 28 − 35 | 4    |
| 7  | Darija Jurak Andreja Klepač       | 0−6, 4−6               | 4−6, 6−3, [2−10]                | 6−7(10), 7−6(4), [10−5] |                         | 1 − 2 | 3 − 5 | 28 − 35 | 3    |

### Fase final
|  | Semifinals | Semifinals                            | Semifinals                 | Semifinals | Semifinals |                            |   | Final                                 | Final | Final | Final | Final |
|  |            |                                       |                            |            |            |                            |   |                                       |       |       |       |       |
|  | 1          | Barbora Krejčíková Kateřina Siniaková | 3                          | 6          | [10]       |                            |   |                                       |       |       |       |       |
|  | 4          | Nicole Melichar-Martinez Demi Schuurs | 6                          | 3          | [6]        |                            |   |                                       |       |       |       |       |
|  | 4          | Nicole Melichar-Martinez Demi Schuurs | 6                          | 3          | [6]        |                            | 1 | Barbora Krejčíková Kateřina Siniaková | 6     | 6     |       |       |
|  |            |                                       |                            |            |            |                            | 1 | Barbora Krejčíková Kateřina Siniaková | 6     | 6     |       |       |
|  |            | 3                                     | Hsieh Su-wei Elise Mertens | 3          | 4          |                            |   |                                       |       |       |       |       |
|  | 2          | 3                                     | Hsieh Su-wei Elise Mertens | 3          | 4          | Shuko Aoyama Ena Shibahara | 2 | 2                                     |       |       |       |       |
|  | 2          |                                       |                            |            |            | Shuko Aoyama Ena Shibahara | 2 | 2                                     |       |       |       |       |
|  | 3          | Hsieh Su-wei Elise Mertens            | 6                          | 6          |            |                            |   |                                       |       |       |       |       |